# Mount Fernie Provincial Park
Der Mount Fernie Provincial Park ist ein 141 Hektar großer Provincial Park im Südosten der kanadischen Provinz British Columbia. Er liegt rund 3 Kilometer südlich von Fernie im Regional District of East Kootenay.
Der Park liegt etwas abseits des Crowsnest Highway (Highways 3).

## Anlage
Der Park liegt am westlichen Ufer des Elk River, wird von diesem jedoch durch den Highway 3 getrennt. Der rechteckige Park zieht sich dann in Richtung Westen am Fuß des Mount Fernie entlang und wird durch eine in Ost-West-Richtung verlaufende Straße in zwei Hälften geteilt. Nördlich und südlich der Straße steigt der Park steil die Berghänge der Border Ranges hinauf. Südlich der Straße wird der Park weiterhin von einem kleinen Bach, dem Lizard Creek, durchflossen. Dieser mündet dann in den Elk River.
 Bei dem Park handelt es sich um ein Schutzgebiet der Kategorie III (Naturdenkmal).

## Geschichte
Der Park wurde im Jahr 1959 eingerichtet und hat seinen Namen nach dem nördlich des Parks gelegenen Mount Fernie. Seit seiner Einrichtung wurden die Grenzen des Parks mehrmals neu gezogen und der Park dabei jedes Mal verkleinert, von ursprünglich 259 Hektar auf die heutigen 141 Hektar.
Der Park liegt im traditionellen Jagd- und Versammlungsgebiet der Ktunaxa First Nation. Besondere Hinweise auf diese finden sich im Park jedoch nicht.

## Flora und Fauna
Das Ökosystem von British Columbia wird in verschiedene biogeoklimatischen Zonen eingeteilt. Biogeoklimatische Zonen zeichnen sich durch ein grundsätzlich identisches oder sehr ähnliches Klima sowie gleiche oder sehr ähnliche biologische und geologische Voraussetzungen aus. Daraus resultiert in den jeweiligen Zonen dann auch ein sehr ähnlicher Bestand an Pflanzen und Tieren. Das Parkgebiet wird der Moist Cool Subzone und der Interior Cedar - Hemlock Zone zugeordnet.
Nach seiner letzten forstwirtschaftlichen Nutzung ist der Park weitgehend mit Sekundärwald aus Douglasien, Westamerikanischen Lärchen und dem Riesen-Lebensbaum bewachsen. Stellenweise findet sich im Park aber auch noch Primärwald. Wo sich dieser Urwald noch findet, wachsen auch die Westliche Balsam-Pappel und die Amerikanische Zitterpappel. Außerdem wächst hier das Rotstängelmoos.
Die Tier- und Pflanzenwelt entspricht der alpinen Lage. Im umgebenden Gebiet findet sich unter anderem auch der Grizzlybär. Weiterhin bietet der Lizzard Creek nachweislich Lebensraum für die Stierforelle (Salvelinus confluentus).

## Aktivitäten
Besondere touristische Attraktionen bietet der Park nicht. Der Park ist mit verschiedenen kurzen Wanderwegen, zum Beispiel entlang des Lizzard Creek zu einem kleinen Wasserfall, durchzogen. Weiterhin ist der Park Ausgangspunkt für längere Wanderungen und Bergtouren in die umliegenden Berge. Bei Mountainbikern ist der Park als Ausgangspunkt für Touren beliebt.
Der Park hat 43, teilweise reservierbare, Stellplätze für Wohnmobile und Zelte und verfügt über einfache Sanitäranlagen.